# Rosa bridgesii
Rosa bridgesii es una especie de planta del género Rosa, de la familia Rosaceae.

## Taxonomía
Rosa bridgesii fue descrita por Crép. ex Rydb. en 1917.

## Distribución
Se encuentra en el territorio de California y Oregón.